# أبو العيد دودو

أبو العيد دودو

أبو العيد دودو (1934 - 16 يناير 2004) ولد في بلدة العنصر، جيجل بالجزائر، كان قاصا وناقدا أدبيا ومترجما، عمل أستاذا جامعيا، درس بمعهد عبد الحميد بن باديس ثم انتقل إلى جامع الزيتونة ومنه إلى دار المعلمين العليا ببغداد ثم إلى النمسا فتحصل من جامعتها على دكتوراه برسالة عن ابن نظيف الحموي سنة 1961م، درس بالجامعة التي تخرج منها ثم بجامعة كييل بألمانيا قبل أن يعود إلى الجزائر ويشتغل استاذا في قسم اللغة العربية وآدابها بكلية الآداب جامعة الجزائر.
من بين أبرز المثقفين في الجزائر الذين عملوا في صمت على إنتاج ثقافة نوعية. فقد كتب القصة والمسرحية والأسطورة والدراسة النقدية والدراسة المقارنة وقصيدة النثر كما مارس الترجمة إلى العربية من أكثر من لغة كما ترجم إلى الألمانية بعض قصصه وقصائد عدد كبير من الشعراء الجزائريين المعاصرين.

## نشأته
من مواليد 1934م دوار آزيار ببلدية العنصر ولاية جيجل، تابع دودو مسيرة مجتمعه الجزائري في (صور سلوكية) ناقلا صورا دقيقة التفاصيل وفي غاية السذاجة المقصودة ليصل بالقارئ في النهاية إلى مواجهة الجدار مستعملا أسلوب كافكا السوداوي. ولم يقدر النقاد في الجزائر كتابات دودو حق قدرها لاعتبارات كثيرة، فأسلوبه الكلاسيكي الهادئ ونقده المر للواقع وخلو كتاباته من الألفاظ النابية والعنيفة، وعدم مشاركته في أي من الاوقات في التهليل لمشروع سياسي أيا كان صاحبه لم يجعل منه كل هذا كاتبا مثيرا للجدل كما هو الحال مع من جايله من الكتاب مثل الطاهر وطار وعبد الحميد بن هدوقة. لقد تابع الأديب بمرارة ما آل إليه المجتمع من انحدار للقيم وانحراف عن تلك المثل التي جاءت بها ثورة نوفمبر والتي عاد إلى أرض الوطن من أجل المساهمة في تجسيدها برغم المكانة التي وصل إليها بجده واجتهاده في جامعات الغرب. واتسمت كتاباته كلها بعد (بحيرة الزيتون) - التي كتبها عندما كان لا يزال خارج البلاد- اتسمت بمرارة توحي بخيبة الأمل. ودفعه هدوءه الرزين وأدبه الجم الذي يطبع شخص المربي فيه إلى رصد ظواهر من الحياة اليومية من حوله كلها إشارات تنذر بعواقب وخيمة.
وكادت قصة (الطعام والعيون) التي كتبها سنة 1975 والتي أعطى اسمها فيما بعد لمجموعته القصصية الأخيرة أن تكون نبوءة واضحة المعالم لما عرفته الجزائر بعد أكثر من عشريتين من ذلك التاريخ. كما ساعد اطلاعه الواسع على الأدب الألماني أو ذلك المكتوب باللاتينية على تبني أسلوب كتابة خاص به يتسم بالوضوح والإيجاز وبالسخرية الظاهرة والمرارة المبطنة. كما وفرت له سنوات الترحال بين مجتمعات شتى وإقامته في كل من النمسا وألمانيا موقعا ينظر منه بوضوح أكبر إلى حجم التحولات في مجتمعه.

## أعماله الأدبية
- -بحيرة الزيتون (قصص 1967م)،
- - التراب (مسرحية 1968م)،
- - دار الثلاثة (قصص 1971م)،
- - البشير (قصة 1975م)،
- - الطريق الفضي (1981م)،
- - الطعام والعيون (قصص 1998م)،
- - كتب وشخصيات (دراسة 1971م)،
- - الجزائر في مؤلفات الرحالين الألمان (دراسة 1975م)، صور سلوكية (تأملات اجتماعية)، الحمار الذهبي للوكيوس أبوليوس، مارتن هايدغر: أصل العمل الفني،....

### تراجمه من الألمانية
مد أبو العيد دودو بتنقله السهل بين اللغتين العربية والألمانية جسورا بين الثقافتين فنقل إلى العربية بعض ما كتبه الرحالة الألمان عن المجتمع الجزائري قبل الاحتلال الفرنسي، وهي صفحات عمل المستعمر على تغييبها من تاريخ الجزائر, ومن بينها:
- - القصة الأولى من ثلاثية (مالتسان): التي كتبها عن الجزائر في القرن التاسع عشر
- - مدخن الحشيش في الجزائر.
- - الجزائر في مؤلفات الرحالين الالمان الذي صدر سنة 1975.
- - ثلاث سنوات في شمال غربي أفريقيا لمالتسان.
- - قسنطينة أيام أحمد باي لشلوصر.
- - المهدي المنتظر عند الشيعة الإثني عشرية، جواد علي، الطبعة الثانية: بغداد، منشورات الجمل، 2007، 316 ص. هذا الكتاب في الواقع هي رسالة الدكتوراه للكتاب العراقي جواد علي العبيدي والتي نوقشت عام 1939 في جامعة هامبورغ.

### تراجمه من اللاتينية
وتعد ترجمته الكاملة إلى العربية من اللاتينية لأول رواية في تاريخ الإنسانية الحمار الذهبي  لابن مداوروش الأديب والفيلسوف لوكيوس أبوليوس من أنفس مأقدم للمكتبة العربية. وقد اختار دودو في ترجمته لهذه الرواية كلمات عربية قديمة نوعا ما كي يجعل القاري يعيش أجواء الأحداث في زمنها البعيد، زمن السحر وأمزجة الآلهة مما يكشف عن المتعة اللا متناهية التي صاحبته وهو يتنقل بالقارئ من قصة لأخرى تحتويها كما تتفتح الدمى الروسية الواحدة عن الأخرى. وقد عانى دودو كثيرا من مشكلة النشر وما زالت عشرات المخطوطات الابداعية في مختلف الميادين من ترجمة ودراسة وابداع أدبي تتكدس في بيته الصغير بأعالي العاصمة، كما يوجد غيرها لدى عدد كبير من دور النشر الجزائرية والأجنبية

## وفاته
توفي الدكتور أبو العيد دودو يوم الجمعة 16 جانفي2004.